# Brecé
Brecé és un municipi francès situat al departament de Mayenne i a la regió de País del Loira. L'any 2007 tenia 832 habitants.

## Demografia

### Població
El 2007 la població de fet de Brecé era de 832 persones. Hi havia 344 famílies de les quals 104 eren unipersonals (60 homes vivint sols i 44 dones vivint soles), 112 parelles sense fills, 104 parelles amb fills i 24 famílies monoparentals amb fills.
La població ha evolucionat segons el següent gràfic:
Habitants censats

### Habitatges
El 2007 hi havia 439 habitatges, 352 eren l'habitatge principal de la família, 65 eren segones residències i 22 estaven desocupats. 428 eren cases i 11 eren apartaments. Dels 352 habitatges principals, 259 estaven ocupats pels seus propietaris, 91 estaven llogats i ocupats pels llogaters i 2 estaven cedits a títol gratuït; 14 tenien dues cambres, 54 en tenien tres, 79 en tenien quatre i 205 en tenien cinc o més. 311 habitatges disposaven pel capbaix d'una plaça de pàrquing. A 160 habitatges hi havia un automòbil i a 154 n'hi havia dos o més.

### Piràmide de població
La piràmide de població per edats i sexe el 2009 era:
| Homes | Edats   | Dones |
| ----- | ------- | ----- |
| 0     | 95 o +  | 0     |
| 0     | 90 a 94 | 8     |
| 12    | 85 a 89 | 4     |
| 0     | 80 a 84 | 4     |
| 16    | 75 a 79 | 20    |
| 16    | 70 a 74 | 16    |
| 36    | 65 a 69 | 32    |
| 20    | 60 a 64 | 36    |
| 40    | 55 a 59 | 28    |
| 12    | 50 a 54 | 24    |
| 24    | 45 a 49 | 28    |
| 36    | 40 a 44 | 20    |
| 44    | 35 a 39 | 44    |
| 32    | 30 a 34 | 28    |
| 4     | 25 a 29 | 28    |
| 12    | 20 a 24 | 28    |
| 36    | 15 a 19 | 12    |
| 40    | 10 a 14 | 20    |
| 24    | 5 a 9   | 24    |
| 20    | 0 a 4   | 12    |

## Economia
El 2007 la població en edat de treballar era de 494 persones, 359 eren actives i 135 eren inactives. De les 359 persones actives 335 estaven ocupades (187 homes i 148 dones) i 24 estaven aturades (10 homes i 14 dones). De les 135 persones inactives 73 estaven jubilades, 35 estaven estudiant i 27 estaven classificades com a «altres inactius».

### Ingressos
El 2009 a Brecé hi havia 347 unitats fiscals que integraven 812 persones, la mediana anual d'ingressos fiscals per persona era de 14.196 €.

### Activitats econòmiques
Dels 25 establiments que hi havia el 2007, 2 eren d'empreses alimentàries, 2 d'empreses de fabricació d'altres productes industrials, 4 d'empreses de construcció, 4 d'empreses de comerç i reparació d'automòbils, 2 d'empreses de transport, 3 d'empreses d'hostatgeria i restauració, 7 d'empreses de serveis i 1 d'una empresa classificada com a «altres activitats de serveis».
Dels 7 establiments de servei als particulars que hi havia el 2009, 2 eren tallers de reparació d'automòbils i de material agrícola, 2 guixaires pintors, 1 empresa de construcció, 1 perruqueria i 1 restaurant.
Els 2 establiments comercials que hi havia el 2009 eren fleques.
L'any 2000 a Brecé hi havia 113 explotacions agrícoles que ocupaven un total de 2.993 hectàrees.

## Equipaments sanitaris i escolars
El 2009 hi havia 2 escoles elementals.

## Poblacions més properes
El següent diagrama mostra les poblacions més properes.